# الأوسمة والميداليات والنياشين الفرنسية
هذه قائمة ببعض الأوسمة والميداليات والنياشين الفرنسية الحديثة. بعضها، مثل وسام جوقة الشرف، يُمنح لكل من القوات المسلحة والمدنيين. والبعض الآخر أوسمة ذات طابع مدني أو عسكري بحت. لم يبقَ سوى أربعة أوسمة وزارية من أصل تسعة عشر بعد إصلاح نظام الأوسمة الفرنسي عام 1963. واستُبدلت الأوسمة الأخرى بوسام الاستحقاق الوطني.
تُصنّف المستشارية الكبرى لوسام جوقة الشرف النظام الوطني الفرنسي للأوسمة إلى فئتين: الأوسمة الممنوحة نيابةً عن رئيس الجمهورية والأوسمة الوزارية. تشمل الأوسمة الممنوحة نيابةً عن الرئيس وسام جوقة الشرف، ووسام التحرير، والميدالية العسكرية، ووسام الاستحقاق الوطني، والميدالية الوطنية للتقدير لضحايا الإرهاب. تشمل الأوسمة الوزارية الأوسمة العسكرية الفرنسية، والأوسمة الوزارية الحالية، وجوائز الشجاعة الوزارية، وأوسمة الشرف، والميداليات التذكارية.

## الأوسمة الوطنية
| وسام جوقة الشرف | وسام التحرير | وسام الاستحقاق الوطني |
| --------------- | ------------ | --------------------- |
|                 |              |                       |
|                 |              |                       |

## الأوسمة الوزارية
| وسام السعفات الأكاديمية | وسام الفنون والآداب | وسام الاستحقاق الزراعي | وسام الاستحقاق البحري |
| ----------------------- | ------------------- | ---------------------- | --------------------- |
|                         |                     |                        |                       |
|                         |                     |                        |                       |

## الأوسمة العسكرية
| الميدالية العسكرية | صليب الحرب (1914-1918) | صليب الحرب (1939-1945) | صليب الحرب للمسارح العملياتية الأجنبية | صليب الشجاعة العسكرية | ميدالية الدرك الوطني |
| ------------------ | ---------------------- | ---------------------- | -------------------------------------- | --------------------- | -------------------- |
|                    |                        |                        |                                        |                       |                      |
|                    |                        |                        |                                        |                       |                      |

| ميدالية المقاومة | ميدالية الهاربين | صليب المقاتل التطوعي 1914-1918 | صليب المقاتل المتطوع | صليب المقاومة المتطوع المقاتل | صليب المقاتل |
| ---------------- | ---------------- | ------------------------------ | -------------------- | ----------------------------- | ------------ |
|                  |                  |                                |                      |                               |              |
|                  |                  |                                |                      |                               |              |

| الميدالية الجوية | الميدالية الخارجية | ميدالية الخدمة العسكرية التطوعية | ميدالية الدفاع الوطني | وسام جرحى الحرب | ميدالية الشرف من الخدمة الصحية العسكرية |
| ---------------- | ------------------ | -------------------------------- | --------------------- | --------------- | --------------------------------------- |
|                  |                    |                                  |                       |                 |                                         |
|                  |                    |                                  |                       |                 |                                         |

## مكافآت أعمال الشجاعة وأوسمة الشرف الوزارية
| وسام الشرف للشجاعة والإخلاص | وسام الشرف لإدارة السجون | وسام الشرف في علوم الطيران | وسام الشرف للشؤون الخارجية | وسام الشرف الزراعي | شارة الجرحى المدنيين |
| --------------------------- | ------------------------ | -------------------------- | -------------------------- | ------------------ | -------------------- |
|                             |                          |                            |                            |                    |                      |
|                             |                          |                            |                            |                    |                      |

| وسام الشرف للسكك الحديدية | ميدالية الشرف للضرائب غير المباشرة | ميدالية الشرف الإقليمية والبلدية | ميدالية الشرف الجمركي | وسام الشرف للمياه والغابات | وسام الشرف في التدريس من الدرجة الأولى |
| ------------------------- | ---------------------------------- | -------------------------------- | --------------------- | -------------------------- | -------------------------------------- |
|                           |                                    |                                  |                       |                            |                                        |
|                           |                                    |                                  |                       |                            |                                        |

| وسام العائلة الفرنسية | ميدالية الشرف للشباب والرياضة والتفاعلات الجمعياتية | وسام الشرف للبحارة التجاريين ومصايد الأسماك | ميدالية المناجم | وسام الشرف للعاملين المدنيين بوزارة الدفاع | وسام الشرف للشرطة الوطنية |
| --------------------- | --------------------------------------------------- | ------------------------------------------- | --------------- | ------------------------------------------ | ------------------------- |
|                       |                                                     |                                             |                 |                                            |                           |
|                       |                                                     |                                             |                 |                                            |                           |

| وسام الشرف للبريد والاتصالات | وسام الشرف للحماية القضائية للشباب | ميدالية التقدير الوطني لضحايا الإرهاب | وسام الشرف للصحة والشؤون الاجتماعية | وسام الشرف لرجال الإطفاء | ميدالية الأمن الداخلي |
| ---------------------------- | ---------------------------------- | ------------------------------------- | ----------------------------------- | ------------------------ | --------------------- |
|                              |                                    |                                       |                                     |                          |                       |
|                              |                                    |                                       |                                     |                          |                       |

| وسام الشرف للخدمات القضائية | ميدالية الشرف للجمعيات الموسيقية والكورالية | وسام السياحة | وسام الشرف للنقل البري | وسام الشرف للعمل | وسام الشرف للأعمال العامة |
| --------------------------- | ------------------------------------------- | ------------ | ---------------------- | ---------------- | ------------------------- |
|                             |                                             |              |                        |                  |                           |
|                             |                                             |              |                        |                  |                           |

## ميداليات تذكارية

### القرن التاسع عشر
| ميدالية سانت هيلينا | ميدالية تذكارية للحملة الإيطالية عام 1859 | ميدالية تذكارية لبعثة الصين عام 1860 | ميدالية تذكارية لبعثة المكسيك عام 1862 | ميدالية تذكارية لحرب 1870-1871 |
| ------------------- | ----------------------------------------- | ------------------------------------ | -------------------------------------- | ------------------------------ |
|                     |                                           |                                      |                                        |                                |
|                     |                                           |                                      |                                        |                                |

| ميدالية حملة مدغشقر الأولى عام 1883 | ميدالية تذكارية لبعثة تونكين 1883-1885 | ميدالية تذكارية لبعثة داهومي عام 1892 | ميدالية حملة مدغشقر الثانية 1894-1895 | الميدالية الاستعمارية |
| ----------------------------------- | -------------------------------------- | ------------------------------------- | ------------------------------------- | --------------------- |
|                                     |                                        |                                       |                                       |                       |
|                                     |                                        |                                       |                                       |                       |

### 1900–1914
| ميدالية تذكارية لبعثة الصين عام 1901 | ميدالية تذكارية للمغرب (1909) |
| ------------------------------------ | ----------------------------- |
|                                      |                               |
|                                      |                               |

### الحرب العالمية الأولى (1914-1918)
| ميدالية النصر بين الحلفاء 1914-1918 | ميدالية الحرب التذكارية 1914-1918 | ميدالية حملة الدردنيل | ميدالية حملة الشرق |
| ----------------------------------- | --------------------------------- | --------------------- | ------------------ |
|                                     |                                   |                       |                    |
|                                     |                                   |                       |                    |

| وسام العرفان الفرنسي | ميدالية للسجناء المدنيين والمبعدين والرهائن في الحرب العالمية الأولى 1914-1918 | ميدالية لضحايا الغزو |
| -------------------- | ------------------------------------------------------------------------------ | -------------------- |
|                      |                                                                                |                      |
|                      |                                                                                |                      |

### بين الحربين (1918-1939)
| ميدالية تذكارية لسوريا كيليكيا |
| ------------------------------ |
|                                |
|                                |

### الحرب العالمية الثانية (1939–1945)
| ميدالية الحرب التذكارية 1939–1945 | ميدالية الحملة الإيطالية 1943-1944 | وسام فرنسا المحررة |
| --------------------------------- | ---------------------------------- | ------------------ |
|                                   |                                    |                    |
|                                   |                                    |                    |

| ميدالية تذكارية للخدمة التطوعية في فرنسا الحرة | ميدالية الترحيل لأعمال المقاومة | ميدالية الاحتجاز لأعمال المقاومة | ميدالية المرحّل السياسي | ميدالية المعتقل السياسي | شارة الرافض |
| ---------------------------------------------- | ------------------------------- | -------------------------------- | ---------------------- | ----------------------- | ----------- |
|                                                |                                 |                                  |                        |                         |             |
|                                                |                                 |                                  |                        |                         |             |

### بعد عام 1945
| ميدالية تذكارية لعمليات الأمم المتحدة في كوريا | ميدالية تذكارية لحملة الهند الصينية | ميدالية تذكارية لعمليات الشرق الأوسط | ميدالية تذكارية لعمليات الأمن والنظام في شمال أفريقيا | ميدالية شمال أفريقيا |
| ---------------------------------------------- | ----------------------------------- | ------------------------------------ | ----------------------------------------------------- | -------------------- |
|                                                |                                     |                                      |                                                       |                      |
|                                                |                                     |                                      |                                                       |                      |

| ميدالية قوة الأمم المتحدة المؤقتة في لبنان | وسام الامتنان الوطني | ميدالية تذكارية فرنسية | ميدالية الحماية العسكرية للإقليم |
| ------------------------------------------ | -------------------- | ---------------------- | -------------------------------- |
| Médaille de la FINUL (recto)               |                      |                        |                                  |
|                                            |                      |                        |                                  |

## النياشين الإقليمية
| نيشان تاهيتي نوي |
| ---------------- |
|                  |
|                  |

## الأوسمة الملغاة أو الخاملة

### الأوسمة الملكية
| ترتيب الروح القدس | وسام القديس ميخائيل | وسام القديس لويس | وسام الاستحقاق العسكري |
| ----------------- | ------------------- | ---------------- | ---------------------- |
|                   |                     |                  |                        |
|                   |                     |                  |                        |

### الأوسمة الوزارية
| وسام الاستحقاق القتالي | وسام الاستحقاق العسكري | وسام الاستحقاق المدني | وسام الاستحقاق الاجتماعي | وسام الاستحقاق في العمل |
| ---------------------- | ---------------------- | --------------------- | ------------------------ | ----------------------- |
|                        |                        |                       |                          |                         |
|                        |                        |                       |                          |                         |

| وسام الاستحقاق السياحي | وسام الاقتصاد الوطني | وسام الاستحقاق التجاري والصناعي | وسام الاستحقاق الحرفي | وسام الصحة العامة |
| ---------------------- | -------------------- | ------------------------------- | --------------------- | ----------------- |
|                        |                      |                                 |                       |                   |
|                        |                      |                                 |                       |                   |

| وسام الاستحقاق البريدي | وسام الاستحقاق الرياضي |
| ---------------------- | ---------------------- |
|                        |                        |
|                        |                        |

### الأوسمة الاستعمارية
| وسام الاستحقاق للهند الصينية | وسام الاستحقاق الصحراوي | وسام النجمة السوداء | وسام نجمة أنجوان | وسام نيشان الأنوار |
| ---------------------------- | ----------------------- | ------------------- | ---------------- | ------------------ |
|                              |                         |                     |                  |                    |
|                              |                         |                     |                  |                    |

| وسام التنين أنام | النيشان الملكي لكمبوديا |
| ---------------- | ----------------------- |
|                  |                         |
|                  |                         |

### مكافآت أعمال الشجاعة وأوسمة الشرف الوزارية
| ميدالية الشرف الإدارية والبلدية |
| ------------------------------- |
|                                 |
|                                 |